# Smilax chingii
Smilax chingii är en enhjärtbladig växtart som beskrevs av Fa Tsuan Wang och Tang. Smilax chingii ingår i släktet Smilax och familjen Smilacaceae. Inga underarter finns listade.